# 351-й зенитный артиллерийский полк
351-й зенитный артиллерийский полк — воинское подразделение войск ПВО СССР в Великой Отечественной войне.

## История
В составе действующей армии во время Великой Отечественной войны с 22 июня 1941 года по 18 мая 1944 года.
С начала и до конца боевых действий входил в состав 2-го корпуса ПВО (с апреля 1942 года Ленинградская армия ПВО). Полк состоял из пяти зенитных дивизионов орудий среднего калибра (85-мм или 76-мм орудий), каждый состоял из пяти зенитных батарей, трёхбатарейного дивизиона малого калибра (37-мм пушки) и прожекторного батальона из пяти рот. Каждая батарея состояла из взвода управления и огневого взвода, имела на вооружении четыре орудия и счетверённую зенитную пулемётную установку на автомобиле.
С первых дней войны отражал налёты вражеских самолётов на Ленинград, за счёт полка был сформирован противотанковый дивизион зенитных орудий, вставший на юго-западные подступы к городу. Важной вехой в истории полка стал бой 3-го дивизиона полка на Неве, когда 30 августа 1941 года дивизион в одиночку, без пехоты сорвал форсирование немецкими частями Невы у Невской Дубровки, затем отражал многократные налёты немецкой авиации. Впоследствии дивизион был награждён Орденом Красного Знамени
Полк базировался в Ленинграде, на юго-восточных подступах к нему, в частности в Обухово. Осенью 1942 года 5-й дивизион был задействован в боях у Невской Дубровки, он же в январе 1943 года был задействован в Операции по прорыву блокады — прикрывал войска 67-й армии. 3-й дивизион полка с весны 1943 года находился на обороне 5-й ГЭС.
18 мая 1944 года переформирован в 72-ю отдельную Краснознамённую зенитную артиллерийскую бригаду ПВО.
Зенитные орудия синхронно наводились при помощи радиолокационной станции СОН-2, в частности таковой была оснащена 27-я батарея.

## Полное наименование
- 351-й зенитный артиллерийский Краснознамённый полк

## Командиры
- майор В. Д. Жеглов.
- подполковник Б. П. Козлов.

## Награды и почётные наименования полка
| Награда (наименование) | Дата                | За что получена |
| ---------------------- | ------------------- | --- |
| Орден Красного Знамени | 9 февраля 1944 года | За успешное выполнение боевых заданий командования на фронте борьбы с немецкими захватчиками и проявленные при этом доблесть и мужество |

### Награды и почётные наименования подразделений полка
- 3-й Краснознамённый[2] дивизион